# Nancy Buckingham
Nancy J. Buckingham Sawyer (10 de agosto de 1924) es una escritora británica coautora de más de 45 novelas románicas y góticas en colaboración con su marido, John Sawyer.

## Biografía
Buckingham Nació en Bristol, Inglaterra, Reino Unido. En 1949 contrajo matrimonio con John Sawyer. Fruto de esa relación tuvieron dos hijos: David y Helen. Duramente mucho años trabajó como asistente social médico y su esposo como director de una empresa publicitaria londinense. Comenzaron a escribir juntos, de manera colaborativa, en 1967, primero con su nombre de soltera y más tarde bajo los seudónimos Christina Abbey, Erica Quest, Nancy John y Hilary London. Su última novela se publicó en 1992, año en el que John falleció. Buckingham se convirtió en la octava Presidenta electa de la Asociación de Novelistas Románticas, desempeñándose en la actualidad como una de sus vicepresidentes.

### Como Nancy Buckingham[2]

#### Novelas
- Storm in the Mountains = Heart of Marble (1967)
- The Hour Before Moonrise = Victim of Love (1967)
- Cloud Over Malverton (1967)
- The Legend of Baverstock Manor = Romantic Journey (1968)
- Call of Glengarron (1968)
- The Dark Summer (1968)
- Secret of the Ghostly Shroud (1969)
- Kiss of Hot Sun (1969)
- A Shroud of Silence (1970)
- The House Called Edenhythe (1970)
- Return to Vienna (1971)
- Quest for Alexis (1973)
- Valley of the Ravens (1973)
- The Jade Dragon (1974)
- The Other Cathy (1978)
- Vienna Summer (1979)
- Marianna (1981)

### Como Christina Abbey

#### Novelas
- Pattern of Loving (mayo de 1971)
- Time for Trusting (octubre de 1971)
- The House at Dragon's Bay (agosto de 1975)

### Como Erica Búsqueda[3]

#### Novelas solas
- The Silver Castle (1978)
- The October Cabaret (1979)
- Design for Murder (agosto de 1981)

#### Serie Detective Chief Inspector Kate Maddox
1. Death Walk (mayo de 1988)
2. Cold Coffin (mayo de 1990)
3. Model Murder (marzo de 1991)
4. Deadly Deceit (junio de 1992)

### Como Nancy John[4]

#### Novelas
- Tormenting Flame (julio de 1980)
- The Spanish House (octubre de 1980)
- Outback Summer (julio de 1981)
- To Trust Tomorrow (agosto de 1981)
- A Man for Always (noviembre de 1981)
- So Many Tomorrows (abril de 1982)
- Web of Passion (julio de 1982)
- Make-Believe Bride (diciembre de 1982)
- Summer Rhapsody (febrero de 1983)
- Never Too Late (junio de 1983)
- Window to Happiness (diciembre de 1983)
- Night with a Stranger (febrero de 1984)
- Dream of Yesterday (mayo de 1984)
- Champagne Nights (octubre de 1984)
- Rendezvous (febrero de 1985)
- The Moongate Wish (mayo de 1985)
- Lookalike Love (mayo de 1986)
- Secret Love (julio de 1986)

### Como Hilary Londres

#### Novelas
- Scent of Gold (septiembre de 1983)